# كارل سانتوس ماتا
كارل سانتوس ماتا (مواليد 1 مايو 1986)، هو لاعب كرة قدم كان يلعب كلاعب وسط.

## وصلات خارجية
- كارل سانتوس ماتا على موقع رابطة كرة القدم اليابانية للمحترفين (اليابانية)
- كارل سانتوس ماتا على موقع قاعدة بيانات كرة القدم.إي يو (الإنجليزية)